# Victorian Society

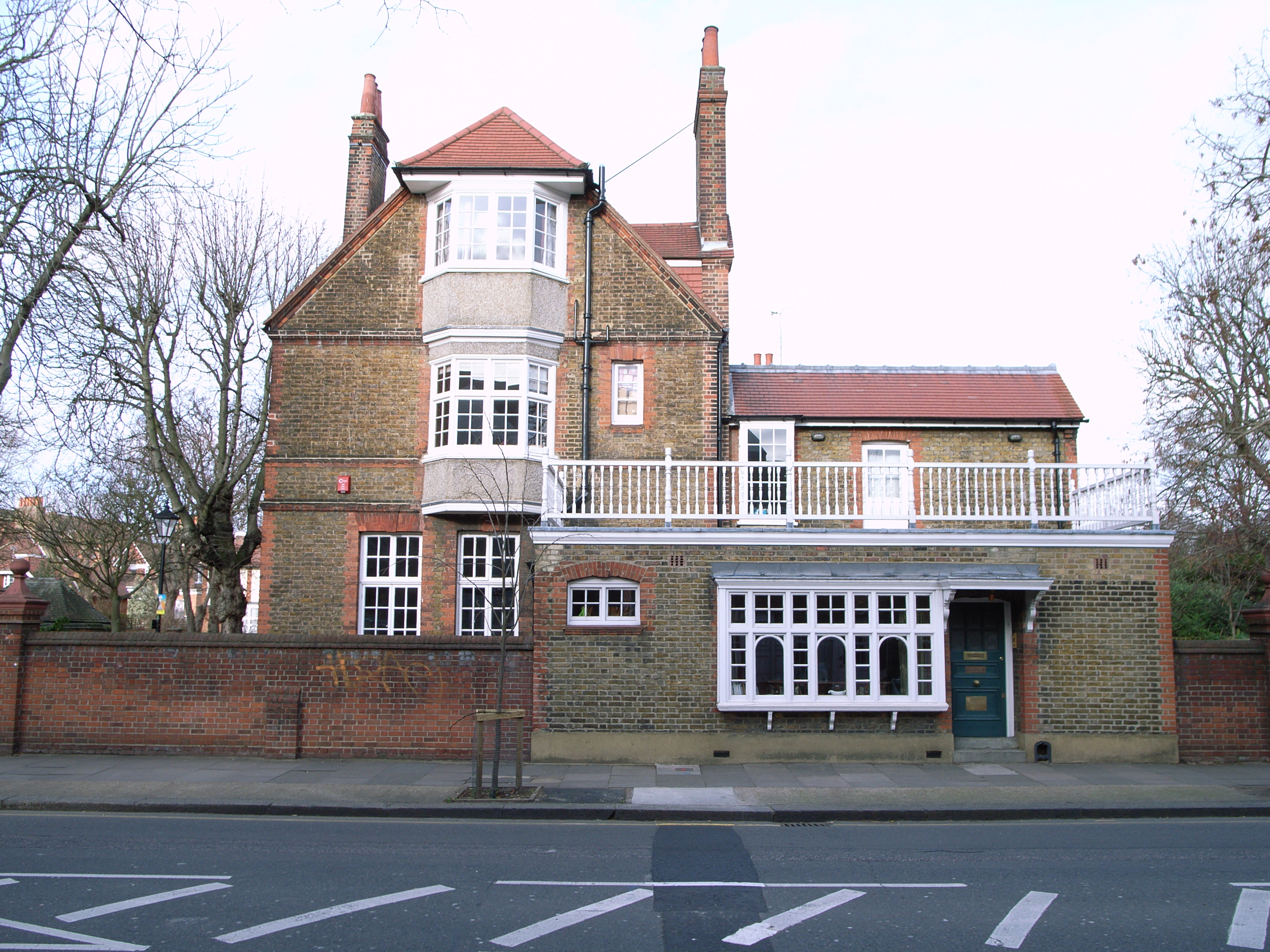
1 Priory Gardens (1880), Bedford Park, London, by E.J. May (1853–1941), quartier generale della Victorian Society.

La Victorian Society è un'organizzazione responsabile per lo studio e la conservazione delle opere architettoniche dell'epoca vittoriana ed edoardiana e altre importanti opere da salvaguardare.

## Storia
Fu fondata nel 1958 per contrastare una mentalità che volutamente ignorava l'importanza di tale architettura. Il primo incontro avvenne a Linley Sambourne House il 28 febbraio.  Tra i trenta membri fondatori vi erano John Betjeman, Henry-Russell Hitchcock e Nikolaus Pevsner.
La società negli anni ha contribuito a salvare numerose attrazioni, come la stazione di King's Cross, Albert Dock di Liverpool, il Ministero degli Esteri e l'Oxford University Museum of Natural History.

## Il lavoro
Oltre ad essere un consulente legale per lavori agli edifici l'organizzazione si occupa anche di:
- Aiutare le persone a comprendere, apprezzare e godere del patrimonio architettonico di questo periodo storico attraverso vari eventi e conferenze;
- Fornire consulenza a chiese e autorità di pianificazione locale su come adattare edifici e paesaggi vittoriani ed edoardiani a uso moderno, pur mantenendo i tratti distintivi;
- Consigliare i proprietari e gli enti pubblici su come contribuire a plasmare il futuro dei loro edifici e paesaggi;
- Fornire informazioni e consigli ai proprietari di case vittoriane ed edoardiane su come prendersi cura al meglio dei propri immobili.